# Scaphyglottis gentryi
Scaphyglottis gentryi  é uma espécie de orquídea epífita, cujos novos pseudobulbos geralmente brotam tanto da base como do topo dos pseudobulbos mais antigos. É originária da Colômbia e noroeste do Equador.